# Dorcadion robustum
Dorcadion robustum là một loài bọ cánh cứng trong họ Cerambycidae.